# Penicillium patens
Penicillium patens är en svampart som beskrevs av Pitt & A.D. Hocking 1985. Penicillium patens ingår i släktet Penicillium och familjen Trichocomaceae.   Inga underarter finns listade i Catalogue of Life.